# Domingo Marileo
Domingo Marileo Toledo (7 de mayo de 1961-Temuco; 12 de noviembre de 2018) fue un dirigente mapuche y político chileno, militante del Partido Comunista.

## Biografía
Fue dirigente desde muy joven. Participó y promovió movilizaciones contra la represión militar y contra la división de las comunidades mapuche junto al Centro Cultural Mapuches de Chile, actual AD-Mapu. En 1984 ingresó al Partido Comunista de Chile. También formó parte del Consejo de Loncos de la Asamblea Nacional Mapuche de Izquierda. Fue uno de los primeros activistas mapuche en levantar la lucha contra las empresas forestales en la provincia de Malleco para la recuperación de tierras ancestrales, formando parte, además, de diferentes instancias nacionales para el reconocimiento y nuevo trato a los pueblos indígenas de Chile, participando en la discusión de la Ley Indígena de 1993.
En 1993 y 1997 se presentó sin éxito como candidato a diputado por el Distrito 48. En 2001 se presentó sin éxito para ser diputado por el Distrito 50 en La Araucanía, obteniendo un total de 4386 votos. A finales de julio de 2014, fue designado consejero nacional indígena de la CONADI.
A finales de octubre de 2018, en un emotivo acto solemne organizado por el Partido Comunista de Chile (PC), se le entregó la Medalla Luis Emilio Recabarren, junto a otros importantes militantes de su partido con trayectorias destacadas en esa organización y en los movimientos sociales. Fallecería poco después, a mediados de noviembre, en Temuco, a los 57 años de edad.